# 眼淚不是裝飾品
《眼淚不是裝飾品》（飾りじゃないのよ涙は）是日本歌手中森明菜的歌曲。作詞、作曲是創作歌手井上陽水。此歌曲是中森的第10張单曲，由日本華納音樂發行於1984年11月14日（EP: L-1666）。此後作了此曲的井上收錄在於1984年12月21日由For Life Record發行的自翻唱專輯《9.5克拉》中。2002年10月23日，井上由For Life Music Entertainment以單曲形式發行此曲（12cmCD: FLCF7055）。

## 背景
《眼淚不是裝飾品》作為1985年4月3日發行的中森的錄音室專輯《BITTER AND SWEET》的先行單曲，於1984年11月14日以單曲（EP: L-1666）形式發行。專輯《BITTER AND SWEET》中收錄了本曲的專輯版。這首歌是由井上陽水提供作詞作曲，由萩田光雄進行編曲的。監製与上张单曲《十戒 (1984)》同为島田雄三，另外島田在專輯《BITTER AND SWEET》中也擔任了監製。對於中森來講這首歌是從偶像型歌手成長成為歌手、藝人的一個转折點。這首歌在之後的作品中也有再次收錄，如1995年12月發行的精選專輯《true album akina 95 best》和2002年12月發行的精選輯《Akina Nakamori〜歌姫20年》。2005年NHK實施的喜欢的歌〜紅白大家的调查〜中，《眼淚不是裝飾品》作為紅組第14位入圍。
單曲《眼淚不是裝飾品》的B面是《Moonlight Letter》（ムーンライト・レター）是由松井五郎作詞、与《眼淚不是裝飾品》相同由井上作曲、萩田編曲。

## 評價
《CD Journal》對中森《眼淚不是裝飾品》作出「井上陽水和中森明菜的幸福相遇，成就了可以留在日本歌謠史上的歴史性名曲。」的评价。

## 榜單成績
本曲在TBS系音樂節目《The Best Ten》中，於1984年12月13日取得第1名。在Oricon公信榜週間單曲榜單中，在1984年11月26日初登場時取得第1名。同榜的前100名以内總計入圍了17週。另外，在1985年度Oricon年間單曲榜中此曲排第6名，總共銷售62萬張以上。「眼淚不是裝飾品」在中森的單曲中，有著僅次於第1名的《Second Love》、第2名的《Meu amor é･･･》的第3多的銷量。

## 現場演出
中森在發行「眼淚不是裝飾品」後，曾在TBS系的『The Best Ten』現場演唱，另外在富士電視台的音樂節目『夜のヒットスタジオDELUXE』中的現場演唱，則為有詞曲作者井上陽水與「安全地帶」樂團同台，並擔任伴奏與和音的特別版本。2002年中森時隔14年參加NHK紅白歌合戦，並在此年的第53回NHK紅白歌合戦中演唱了此曲的『Akina Nakamori〜歌姫ダブル・ディケイド』版本。
音樂會中，中森在1985年的BITTER & SWEET、1986年的LIGHT & SHADE、1987年的A HUNDRED days、1997年的Felicidad、2001年的ALL ABOUT AKINA 20th Anniversary IT'S BRAND NEW DAY、2002年的MUSICA FIESTA TOUR 2002、2004年的AKINA NAKAMORI A-1 tour 2004、2006年的AKINA NAKAMORI LIVE TOUR 2006 〜The Last destination〜之中也有演唱此曲。

## 收錄曲
| 曲序     | 曲目                 |          | 时长 |
| -------- | -------------------- | -------- | ---- |
| 1.       | 飾りじゃないのよ涙は | 井上陽水 | 4:10 |
| 2.       | ムーンライト・レター | 松井五郎 | 4:26 |
| 总时长： | 总时长：             | 总时长： | 8:36 |

## 再發盤
- 1988年7月25日 - 8cmCD: 10SL-139[30]
- 1988年12月21日 - CT: 10L5-4049[31]
- 1998年11月26日 - 12cmCD: WPC6-8667[32]
- 2008年11月12日 - 數位音樂下載[33][34]
- 2014年6月18日 - 12cmCD, Singles Box 1982-1991之中的一枚

## 收錄作品
- 「眼淚不是裝飾品」 - 『BEST』[35][2]

## 井上陽水的自翻唱版本
向中森提供了「眼淚不是裝飾品」的井上於1984年12月21日發行的自翻唱專輯『9.5カラット』 (LP: 28L-81、CD: 35KD-4)中自翻唱了本曲</ref>，由久石譲編曲。
1986年11月5日，收錄了同年8月20日和21日在神宮球場舉行的井上陽水和安全地帯的同名合辦演唱會中歌唱的版本的『Stardust Rendezvous LIVE神宮』發行。1992年再發。
2002年10月23日以12cmCD (FLCF7055)形式作為2002年11月20日發行的自翻唱專輯『Blue Selection』的先行單曲再次收錄。這個版本由井上本人編曲。這首歌作為、『あんぐら☆NOW』、『爆笑問題のススメ』、『ろみひー』、『三宅裕司のドシロウト』、『優香&ビビアンのムチャ修行!』等日本電視台的電視節目的片尾曲，並且被用作同電視台的『AX MUSIC-TV』、『AX MUSIC-TV 02』節目的Power play (Heavy rotation)。『CD Journal』評價此版本的「眼淚不是裝飾品」的編曲為「爵士樂風」，並稱讚「如果太超過的話可能會讓人心生嫌惡，所以（編曲）是到了很險的邊境線，但是（井上）本人肯定是知道這一點」。Oricon週間單曲榜中，這首歌得到第93位的記錄。
這張單曲中的第二首歌「決められたリズム」（被決定的旋律）是山田洋次首次監製的時代劇的松竹映画『黃昏的清兵衛』的主題歌。
収録曲
由2002年單曲版「眼淚不是裝飾品」
| 曲序     | 曲目                 | 时长 |
| -------- | -------------------- | ---- |
| 1.       | 飾りじゃないのよ涙は | 4:08 |
| 2.       | 決められたリズム     | 4:13 |
| 总时长： | 总时长：             | 8:21 |

## 其他翻唱版本
- 内藤やす子 - 1988年翻唱專輯『SONGS II』收錄[44]。
- FUKUYAMA ENGINEERNING GOLDEN OLDIES CLUB BAND - 2002年、翻唱專輯『「福山エンヂニヤリング」サウンドトラック The Golden Oldies』收錄[45]。
- 村上“ポンタ”秀一 feat. 吉川晃司 - 2003年專輯『MY PLEASURE〜FEATURING GREATEST MUSICIANS〜』收録[46]。
- 島津亜矢 - 2005年、專輯『BS日本のうたIII』收錄
- 岩崎宏美 - 2008年、翻唱專輯『Dear Friends IV』收錄[47]。
- 加藤登紀子 - 2008年、翻唱專輯『SONGS うたが街に流れていた』中收錄[48]。
- GO!GO!7188 - 2008年、翻唱專輯『虎の穴2』中翻唱[49]。
- CHAGE（with 松浦亜弥、佐田大陸） - 2009年、錄音室專輯『Many Happy Returns』中收録[50]。
- 森惠 - 2013年、翻唱專輯『RE:MAKE1』收錄
- PENICILLIN - 2013年、單曲『幻想カタルシス』收錄
- 小野麗莎 - 2014年、專輯『Japao 3』中收錄
- JUJU - 2015年、單曲『What You Want』中收錄
- Ado - 2023年、專輯『Adoの歌ってみたアルバム』中收錄

## 外部連結
- 中森明菜 「飾りじゃないのよ涙は」｜Warner Music Japan
- 井上陽水 │ FOR LIFE MUSIC ENTERTAINMENT,INC.